# Capil·lariosi
La capil·lariosi és una infecció produïda per nematodes del gènere capil·lària. En els humans és especialment greu la infecció pels paràsits Capillaria philippinensis i Capillaria hepatica, la qual produeix la capil·lariosi intestinal, una malaltia intestinal aguda que pot arribar a causar la mort per deshidratació. En els animals, hi ha diverses espècies que els poden produir capil·lariosi

## Capil·lariosi intestinal

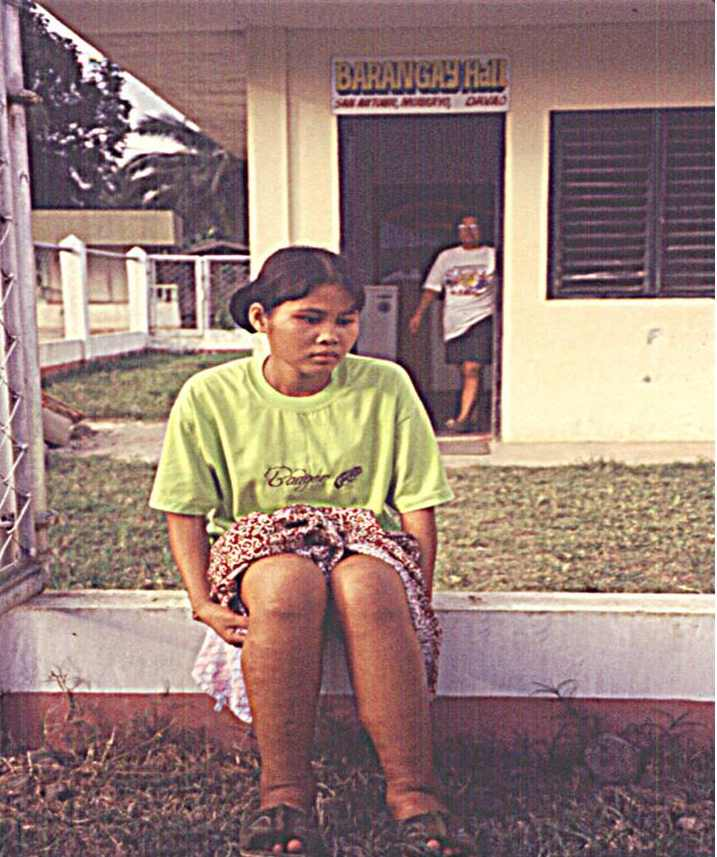
Una noia de 16 anys amb antecedents de dos mesos de diarrea, anorèxia, edema bípedal i borborigmes se li va diagnosticar una infecció per capil·lària a les Filipines

La capil·lariosi intestinal és un quadre greu que cursa amb diarrea important, hipoproteïnèmia, edemes, caquèxia, insuficiència cardíaca, hipotensió, etc. Si no s'inicia un tractament precoç amb tiabendazole la deshidratació intensa que es produeix pot conduir a la mort del pacient.
Pel que fa a la infecció C. hepatica, quan hi ha un sol cuc pot ser asimptomàtica, però si es tracta de diversos cucs o bé d'un cuc femella que va ponen pus contínuament, les manifestacions clíniques poden ser hepatitis, anèmia, febre, hipereosinofília i fins i tot la mort. Quant a la infecció per C. philippinensis els signes i símptomes inclouen dolor abdominal general i diarrea. Posteriorment apareixen nàusees, vòmits, pèrdua de pes i fins a la mort.
Altres símptomes poden ser edema, borborigmes (soroll de l'intestí) i nivells baixos de potassi i albúmina a la sang. En els humans, els paràsits danyen les cèl·lules de la paret intestinal. Aquest dany interfereix amb l'absorció de nutrients i el manteniment d'un equilibri electrolític adequat.

## Transmissió
La C. hepatica es troba sovint al fetge d'animals com petits rosegadors, micos i gossets de les praderies, i pot causar cirrosi en aquests hostes. Quan aquests animals són devorats per carnívors més grans, ingereix també els ous de les capil·làries i passen a la matèria fecal del depredador. Quan aquesta matèria fecal es diposita al sòl, aquests ous esdevenen infecciosos en uns 30 dies i poden infectar altres animals, inclosos els humans. Un cop ingerits accidentalment per un humà, els ous migren cap al fetge i maduren fins a arribar a cucs adults. Una altra via de transmissió seria la descomposició dels animals infectats seguida de l'alliberament dels ous al sòl.
La C. philippinensis es troba sovint en els teixits de peixos d'aigua dolça petits. Quan els humans ingereixen aquests peixos infectats crus o poc cuits, les larves migren cap a l'intestí i maduren fins a cucs adults. Els cucs femenins dipositen ous de dos tipus a l'intestí, els pus no embrionats, que s'alliberen amb la matèria fecal, amb els quals es poden infectar els peixos quan la matèria fecal humana infectada arriba a l'aigua dolça, i així continuar el cicle; i els ous embrionats, sense cobertura,.els quals es desclouen a l'intestí humà causant hiperinfecció (un nombre massiu de cucs adults).

## Diagnòstic
El diagnòstic de C. philippinensis es pot fer amb l'observació d'ous i/o adults en mostres de femta o bé amb biòpsia de teixit de l'intestí prim. Pel que fa a la C. hepatica, no es pot diagnosticar amb anàlisi de femta, i cal fer bòpsia de fetge o bé autòpsia quan el subjecte mor.

## Prevenció
La prevenció es basa en la higiene i el tractament adequat dels aliments. Són fonamentals les infraestructures de sanejament per tal que la matèria fecal no passi de les latrines a l'aigua on viuen peixos. També cal difondre l'educació sanitària perquè tothom es renti bé les mans tant després d'haver tocat la terra com abans de manipular el menjar. Cal rentar la fruita i la verdura i no consumir peix cru o no del tot cuit. El tractament d'ultracongelació també és efectiu.

## Tractament
El tractament contra la C. philippinensis, consisteix a combinar mebendazole (200 mg cada 12 h durant 20 dies), i albendazole (400 mg al dia durant 10 dies). Aquesta combinació d'antihelmíntics (mebendazole i l'albendazole) s'ha afirmat que és més eficaç per eliminar la infestació humana que el tiabendazole.

## Capil·lariosi en veterinària
Hi ha variants de capil·lariosi que afecten animals. Són diverses espècies de nematodes del gènere Capillaria (Capillaria aerophila, Capillaria bovis, Capillaria caudinflata, Capillaria contorta, Capillaria hepatica, Capillaria obsignata i Capillaria plica) que ataquen les vaques, les ovelles, les cabres, els gossos, els gats i els ocells, i causen gastroenteritis crònica i caquèxia en els ocells i enteritis amb diarrea, hepatitis o broncopneumònia en els remugants, els gossos i els gats.